# When the West Was Young (film, 1914)
Pour plus de détails, voir Fiche technique et Distribution.
When the West Was Young est un film muet américain réalisé par Colin Campbell et sorti en 1914.

## Synopsis
Ned Halton et sa jeune épouse, Nellie, partent de l'est à bord d'un chariot bâché pour chercher une maison dans la nature sauvage de l'Ouest.

## Fiche technique
- Titre original : When the West Was Young
- Réalisation : Colin Campbell
- Scénario : d'après une histoire de Cyrus Townsend Brady
- Production : William Nicholas Selig
- Société de production : The Selig Polyscope Company
- Société de distribution : The General Film Company
- Pays de production :  États-Unis
- Langue originale : anglais
- Format : noir et blanc — 35 mm — 1,37:1 — Film muet
- Genre : Western
- Durée : deux bobines
- Date de sortie : États-Unis : 7 septembre 1914
- Licence : Domaine public

## Distribution
- Wheeler Oakman : Ned Halton
- Bessie Eyton : Nellie Halton
- Jack McDonald : le colon
- Gertrude Ryan : la femme du colon
- Frank Clark : le contrebandier
- Tom Mix : le chef indien
- Harry Lonsdale : le Sauveur